# Grupo Compás
Grupo Compás es una empresa española que se dedica al almacenaje y distribución de válvulas industriales en aleaciones del acero como las austeníticos, las súper austeníticos, las de níquel, molibdeno y chromium.  La empresa ha sido premiada como una de las sociedades de crecimiento más acelerado en 2008-2011.
Suministra válvulas en Dúplex, Super Duplex, Alloy 20, monel, inconel, incoloy, Hastelloy, 6moly, 254 SMO y Titanio. Su suministro incluye las válvulas de compuerta, globo, retención, bola y mariposa.   Sus válvulas se usan principalmente en el sector petroquímico, petrolífero, además del gas, la química fina y el nuclear.
Grupo Compás forma parte de The M Corporation (Noruega), empresa especializada a suministros al sector petroquímico y la química fina.  La empresa fue establecida en 1972, inicialmente como suministradora de piezas mecánicas pequeñas, como tuercas y bulones, a talleres de mecánica y empresas de mantenimiento de instalaciones hidráulicas, y paulatinamente extendió su suministro a las grandes ingenierías y plantas petroquímicas en España.  Durante los años 80 y 90 obtuvo la representación de varios fabricantes de compresores y bombas e nivel mundial.  Debido a la complejidad de esos productos, cada marca debería pasar un proceso de homologación con los usuarios finales y las ingenierías quienes construyen las plantas, y ese negocio se convirtió rápidamente en el enfoque principal de Grupo Compás.  
Con la proliferación de los productos asiáticos, tendencia acusada por el mercado de suministros a la petroquímica desde el año 2000, Grupo Compás empezó a retirarse del negocio de representación de fabricantes a convertirse en socio-consultor para las plantas usuarias de las piezas mecánicas que anteriormente suministraba.  La estrategia de asesorar a las plantas en sus compras se aceleró de tal manera que en el 2003, el Grupo Compás extendió su servicio al resto de la Unión Europea, en 2004 a toda Europa, en 2006 a Norteamérica, y a 2008 a nivel mundial, centrándose exclusivamente en la valvulería hecha de aleaciones del acero.  
El su negocio de suministro de válvulas, Grupo Compás cuenta con un almacén central en Barcelona desde done suministra sus clientes a nivel internacional.  

## Clientes
Los clientes de la empresa se dividen generalmente en tres categorías:
- Usuarios finales, como YPF, BASF (Tarragona), Saudi Aramco, Galp, Petrobras y Marathon Oil.

## Actividad internacional
Los negocios del Grupo Compás se extienden a nivel mundial, pero sobre todo se concentran en España, Reino Unido, EE. UU., Australia, y Países Bajos. 

## Gama de productos
Las válvulas suministradas por el Grupo Compás están diseñadas para procesos corrosivos y de alta presión o temperatura para uso en el sector petroquímico, petrolífero y nuclear.  Los siguientes medios corrosivos habitualmente requieren de una aleación particular, como por ejemplo:

### Alquilación y ácido fluorhídrico: válvulas demonelA494 M35-1, N04400 y Monel 400
El proceso de alquilación en la refinación del petróleo es un procedimiento en donde se combinan olefinas con parafinas para formar isoparafinas de alto peso molecular.  En la alquilación se usa el ácido fluorhídrico, un ácido altamente corrosivo, capaz de disolver muchos materiales, sobre todo los óxidos. Para los procesos donde las válvulas entran en contacto con ácido fluorhídrico se utilizan válvulas de la aleación monel que es altamente resistente al ácido hidrofluórico. 

### Ácido sulfúrico: válvulas deAlloy 20A182 CN7M, N08020 y Carpenter 20
El ácido sulfúrico se usa, entre otras cosas, el en sector petroquímico para la producción de fertilizantes, y es altamente corrosivo.  Suelen usarse válvulas de la aleación Alloy_20 en tal proceso, sobre todo cuando el ácido llega a concentraciones del 96-98% y requiere conducirse en un conducto metálico (tubería y valvulería) cuyo material de construcción no reacciona químicamente con el ácido mismo. 

### Desalinación: válvulas dedúplexy super dúplex A182 F51, F55, S31802, S32760, A995 4A y 6A
Varios proyectos de ingeniería tratan de obtener agua potable del agua del mar, proceso conocidio como destilación y que requiere la desalinación del agua.  Las válvulas dúplex y super duplex son resistentes a la salinidad del agua marina y se suelen usar para procesos de desalinación, y el material entre en la gama de las aleaciones super austeníticos.

### Intercambio térmico: válvulas detitanioA182 316Ti, B381 F2, B367 C2, R50400, B348 y 1.4571
Los sistemas de intercambio térmico, asociados a las centrales térmicas, se usa debido principalmente a sus características de resistencia mecánica, lo que hace que los haces tubulares que constituyen esos intercambiadores sean muy resistentes a las vibraciones y que los espesores de los tubos puedan ser menores, facilitando el intercambio de calor, y químicas ya que el titanio genera una capa inoxidable sobre su superficie, lo que lo hace resistente a mucho químicos.  Las válvulas utilizadas en determinadas secciones de las centrales térmicas suelen ser de titanio.

### Reactores nucleares: válvulas deHastelloyB y C A494 CW6M y CW6, N06022, N10276, B3, C22 y C276
La función principal de las aleaciones del níquel, como el Hastelloy es que la resistencia a altas temperaturas y alta presión en un entorno de moderada a severa corrosión. Las válvulas de hastelloy suelen usarse en recipientes a presión de algunos reactores nucleares.

### Turbinas de gas: válvulas deinconele incoloy A494 CY40 y CW6M, N06600, N06625, N08800, N08825 y B564
Las válvulas de inconel e incoloy se utilizan en los motores de las turbinas de gas en las áreas que están sujetas a altas temperaturas que requieren alta resistencia mecánica, excelente resistencia a la fluencia lenta, así como la corrosión y resistencia a la oxidación. 

### Vapor: válvulas en chromium-molibdenoA182 F91, A217 C12, 904L, Uranus B6 y N08904
La aleación del chromium y molibdeno presenta una gran resistencia a las altas temperaturas y suelen usarse en plantas de ciclo combinado que generan electricidad en base de vapor sobrecalentado.

### Cloruro: válvulassuper austeníticosA182 F44, 254 SMO, 6Moly y A351 CK3MCu
Los procesos que involucran el contacto entre el cloruro concentrado y tuberías se benefician de las prestaciones de las válvulas de material super austenítico dado que esa aleación no permite segregaciones a la hora de entrar en contacto con el cloruro y se mantiene intacto a la corrosión. 

### Interior o"trim"de las válvulas en aleaciones
Algunos procesos del sector petroquímico no requieren válvulas que estén fabricadas completamente de aleaciones, sino que les sirve tener las piezas interiores de una aleación resistence al proceso; tal configuración sirve cuando el ambiente externo no sea agresivo.  Por ejemplo, una válvula de uso en un proceso de desalinación cerca de la orilla del mar y expuesta al ambiente en la mayoría de los casos debe ser completamente (cuerpo e interior) de súper dúplex, mientras que una válvula en un ambiente limpio podría funcionar sólo teniendo los componentes internos en súper dúplex.  El American Petroleum Institute ha normalizado 18 trims, entre ellos el Trim 9 de monel, y el trim 13 de Alloy 20.  Sin embargo, se pueden configurar válvulas con cualquier aleación que el fabricante desee, independiente de las normas del American Petroleum Institute.

## Galería de productos

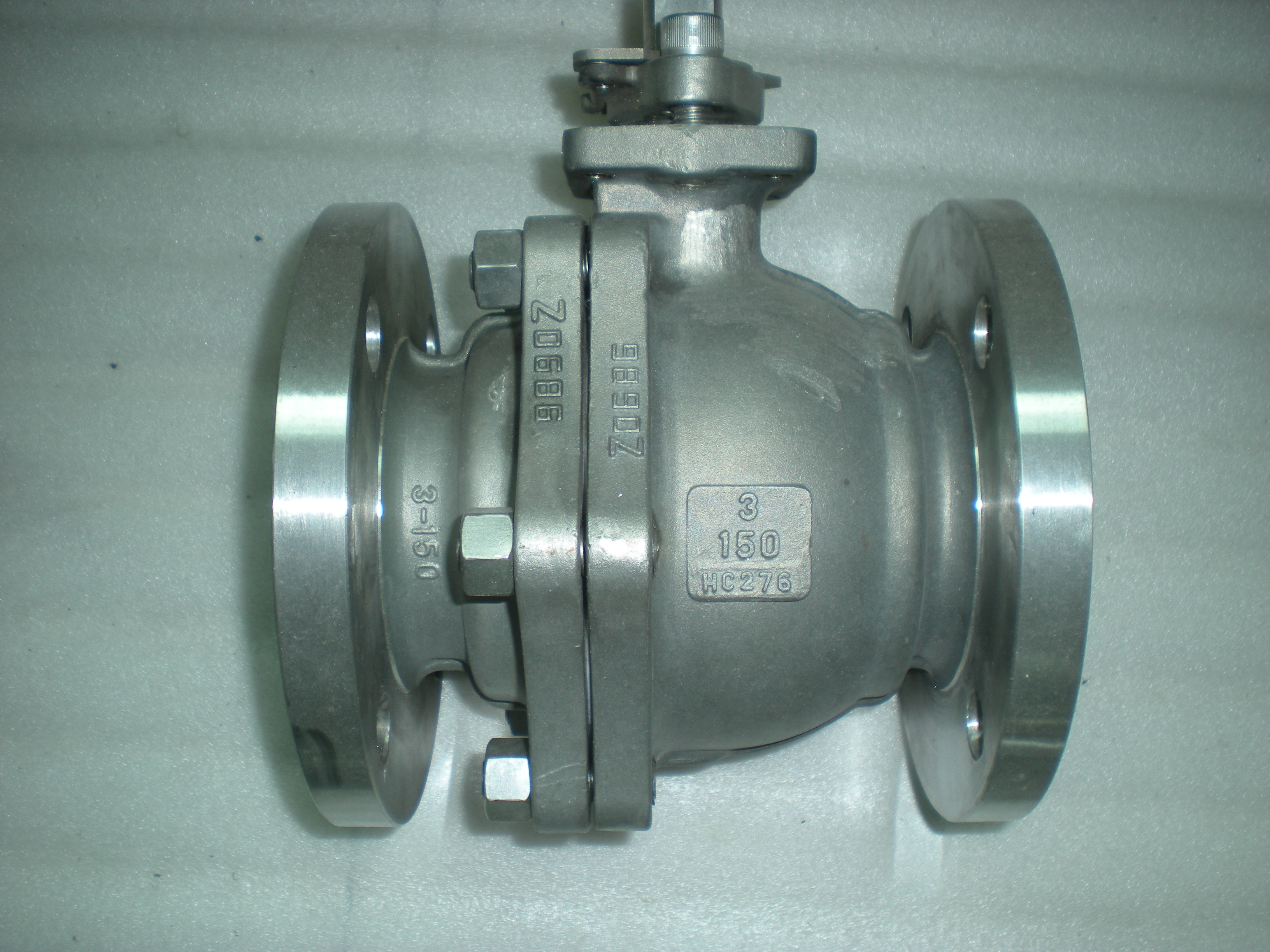
valvula de bola en hastelloy
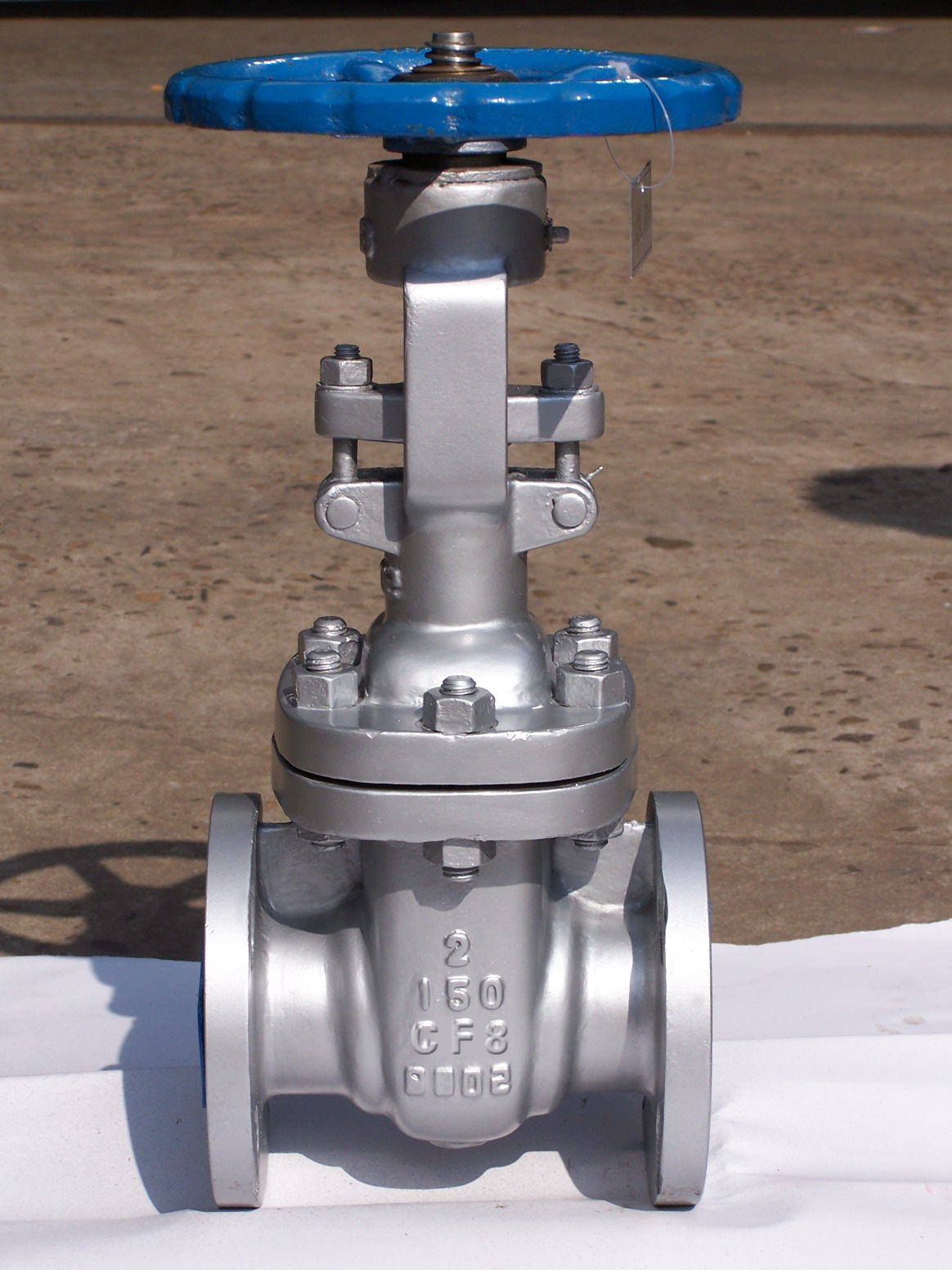
valvula de compuerta en acero inoxidable
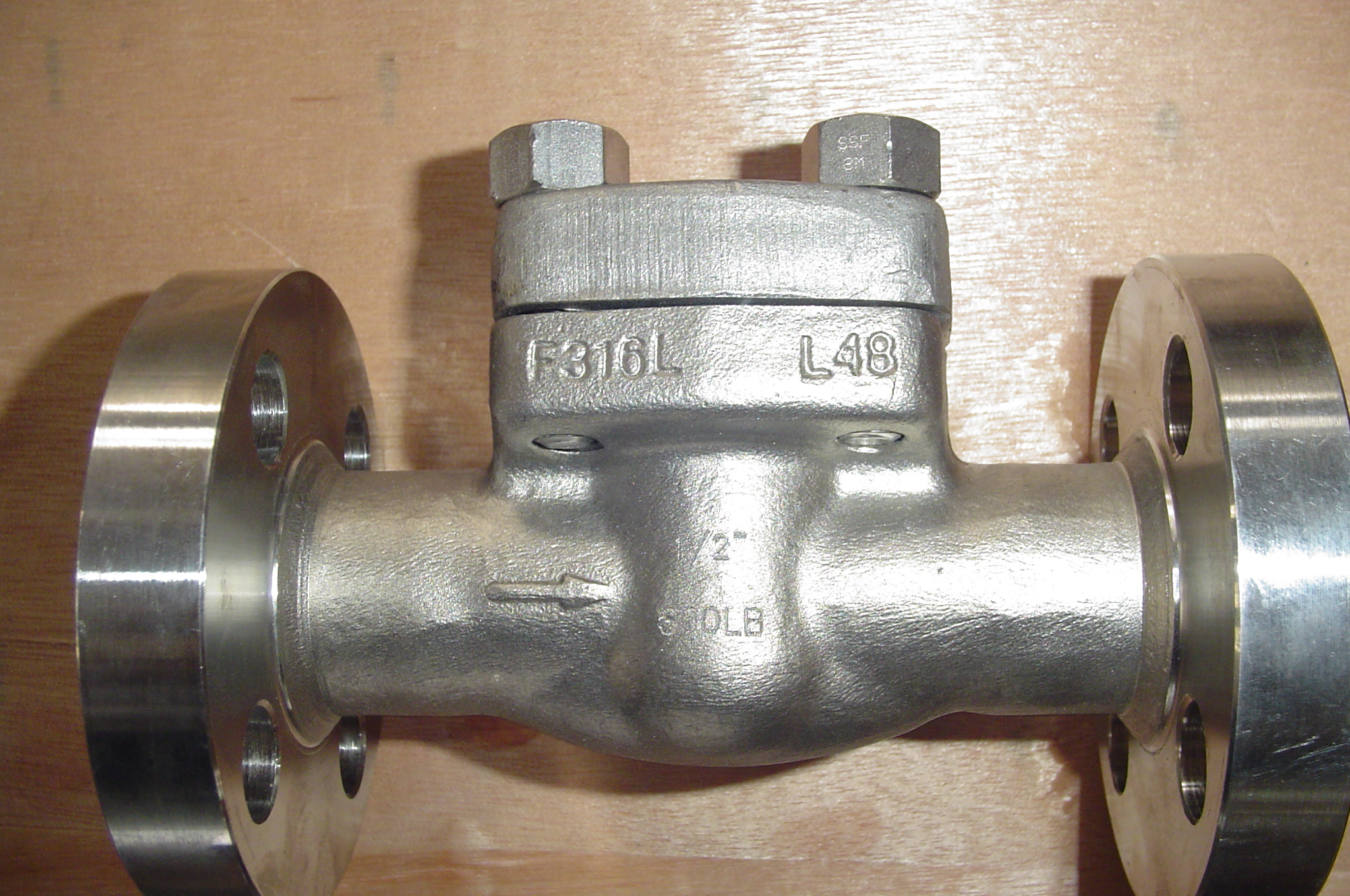
valvula de compuerta en acero inoxidable
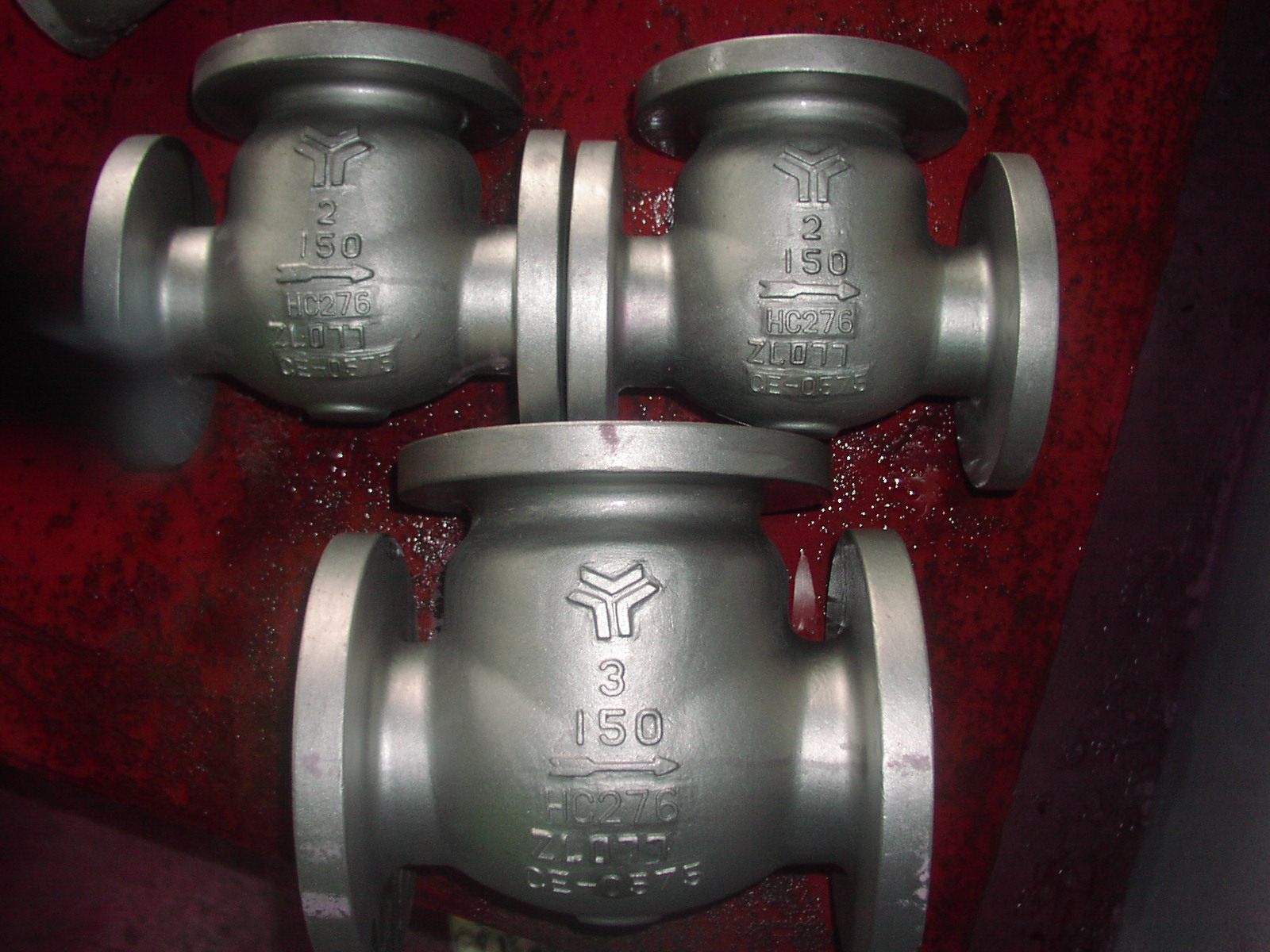
Válvula antirretorno en hastelloy
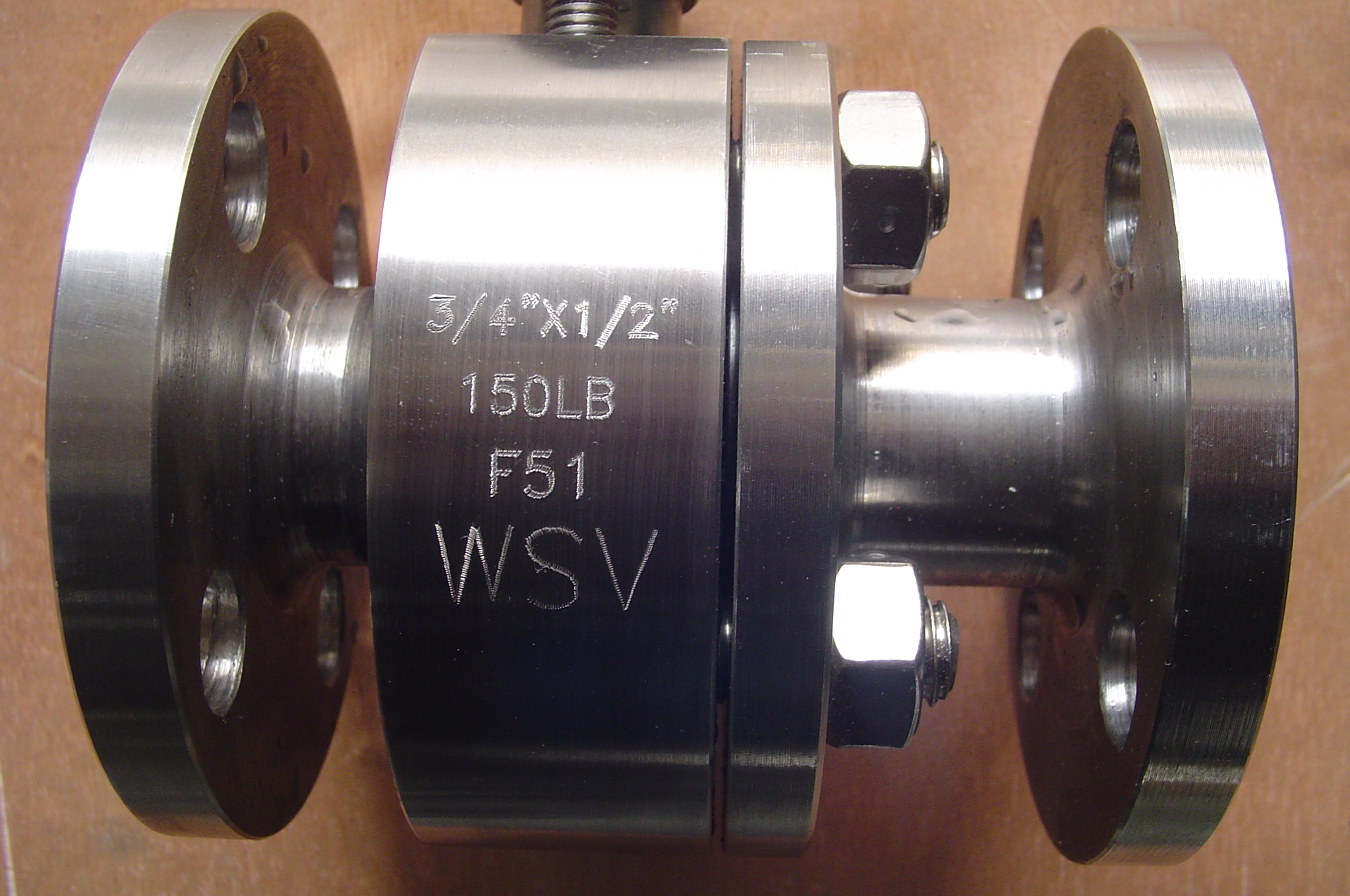
valvula de bola en duplex
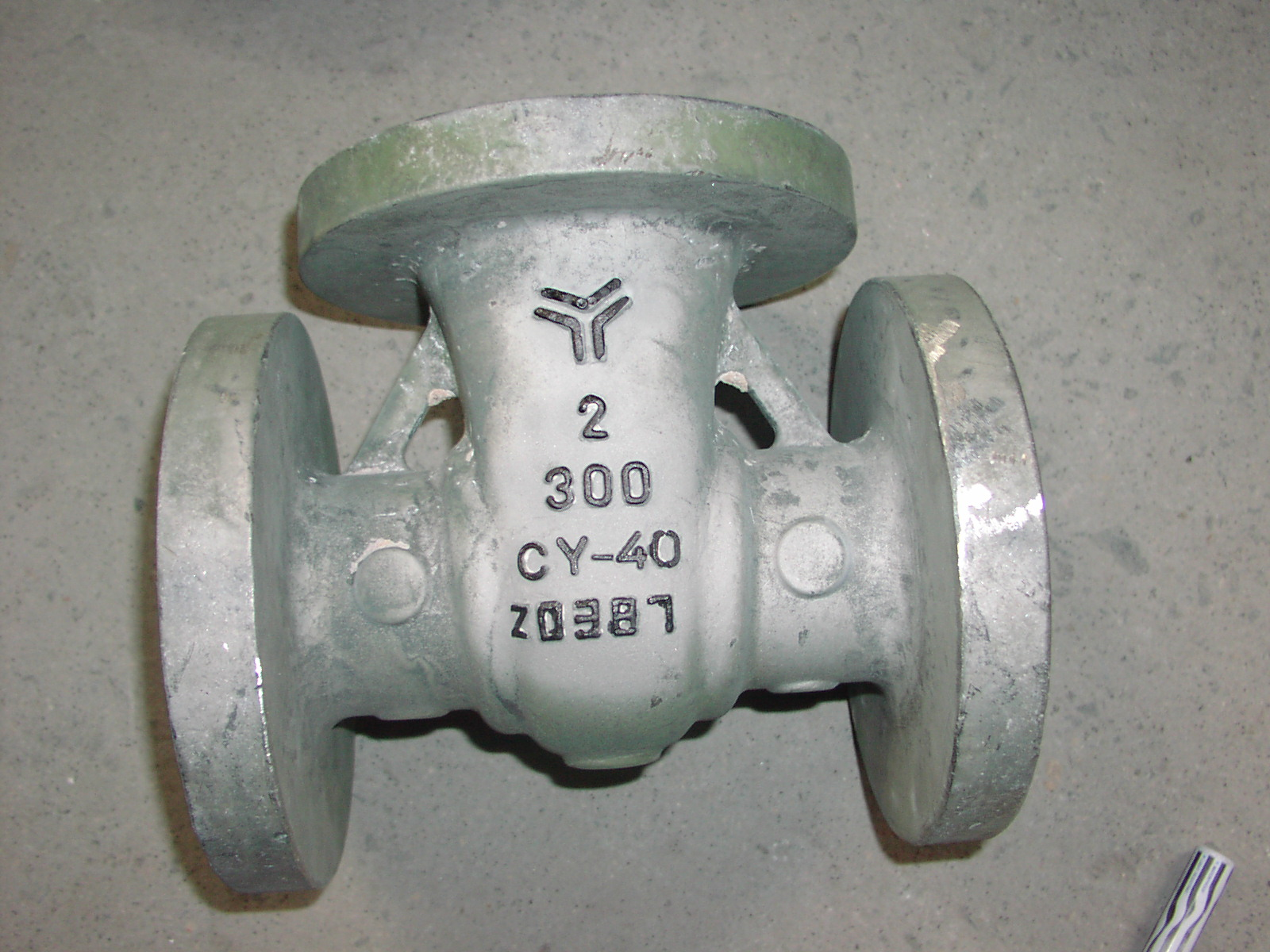
valvula de compuerta en inconel
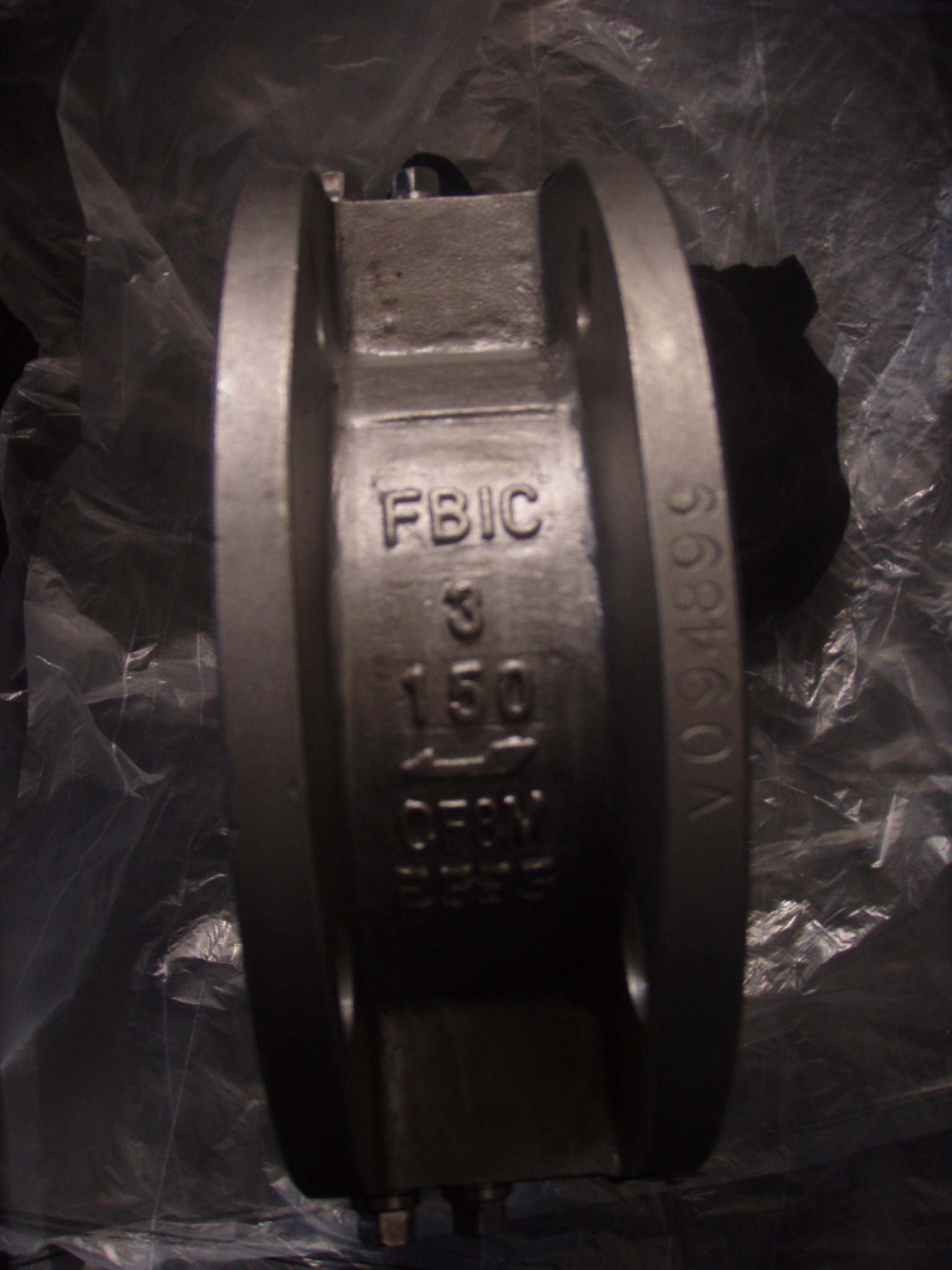
Válvula antirretorno tipo wafer en 6Moly
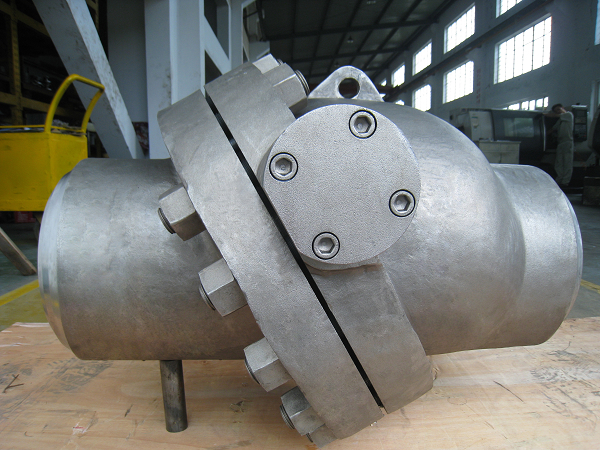
Válvula antirretorno en incoloy
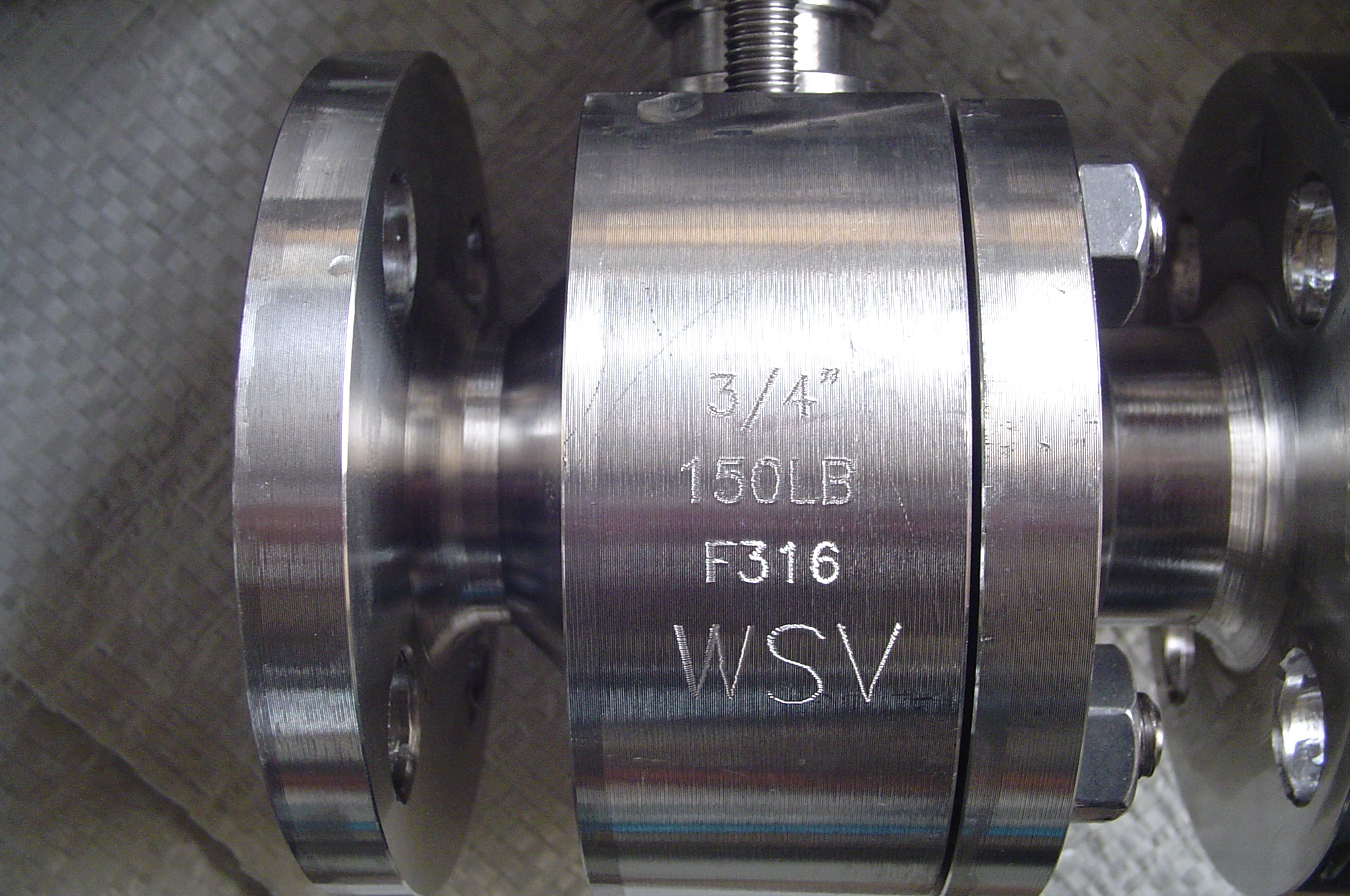
valvula de bola en acero inoxidable
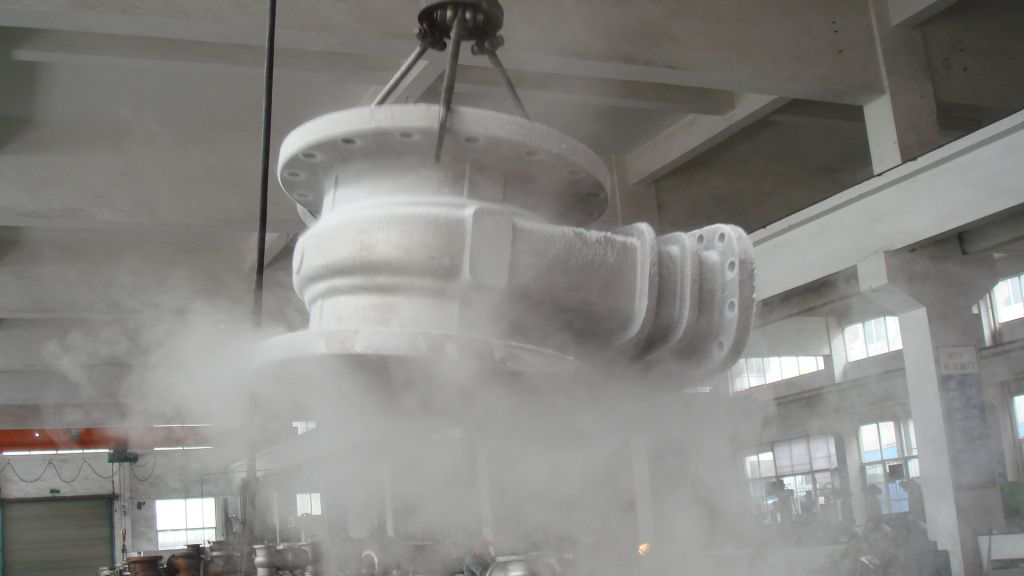
valvula de compuerta criogénica en 254 SMO
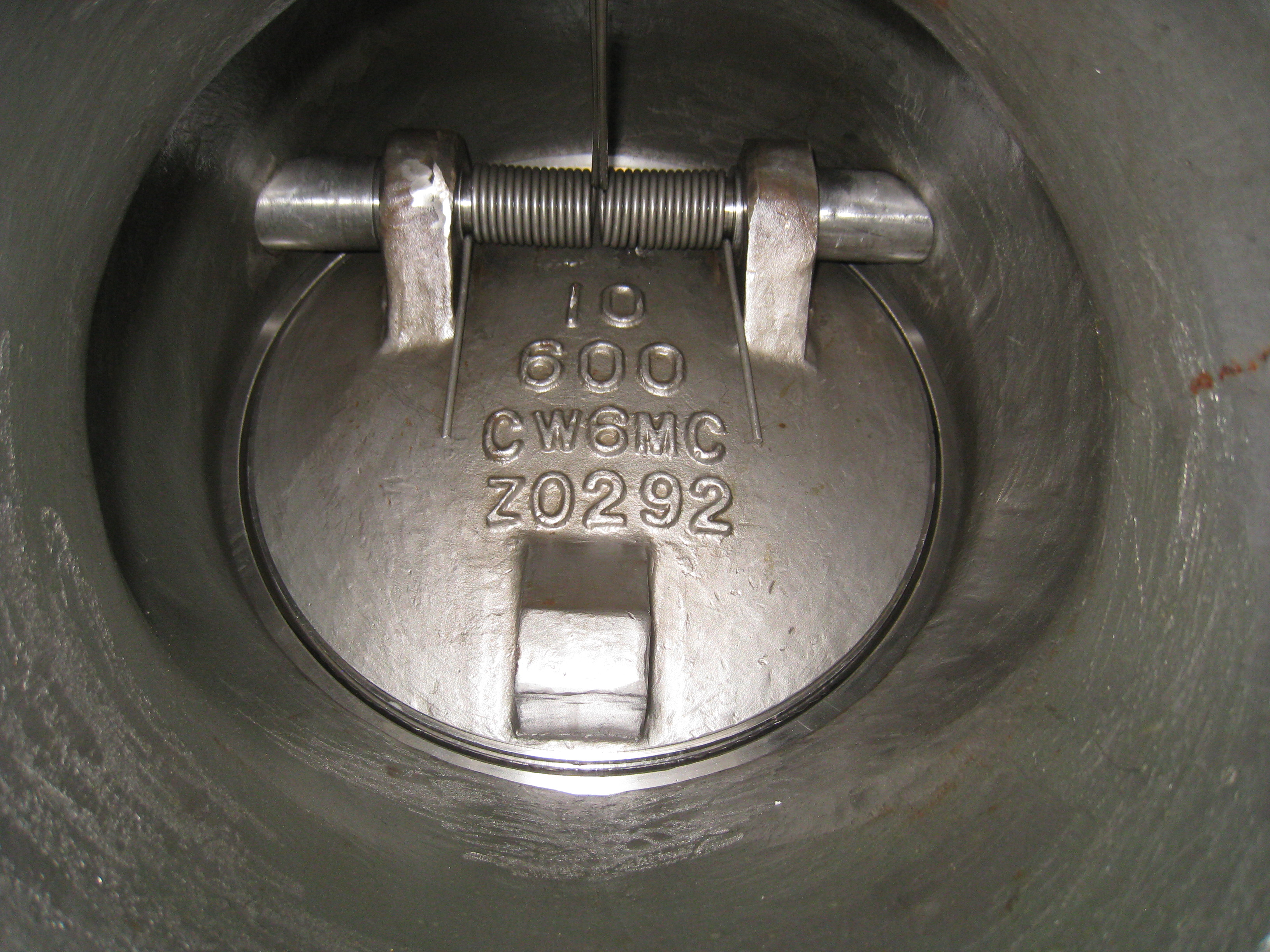
Interior de una Válvula antirretorno en inconel
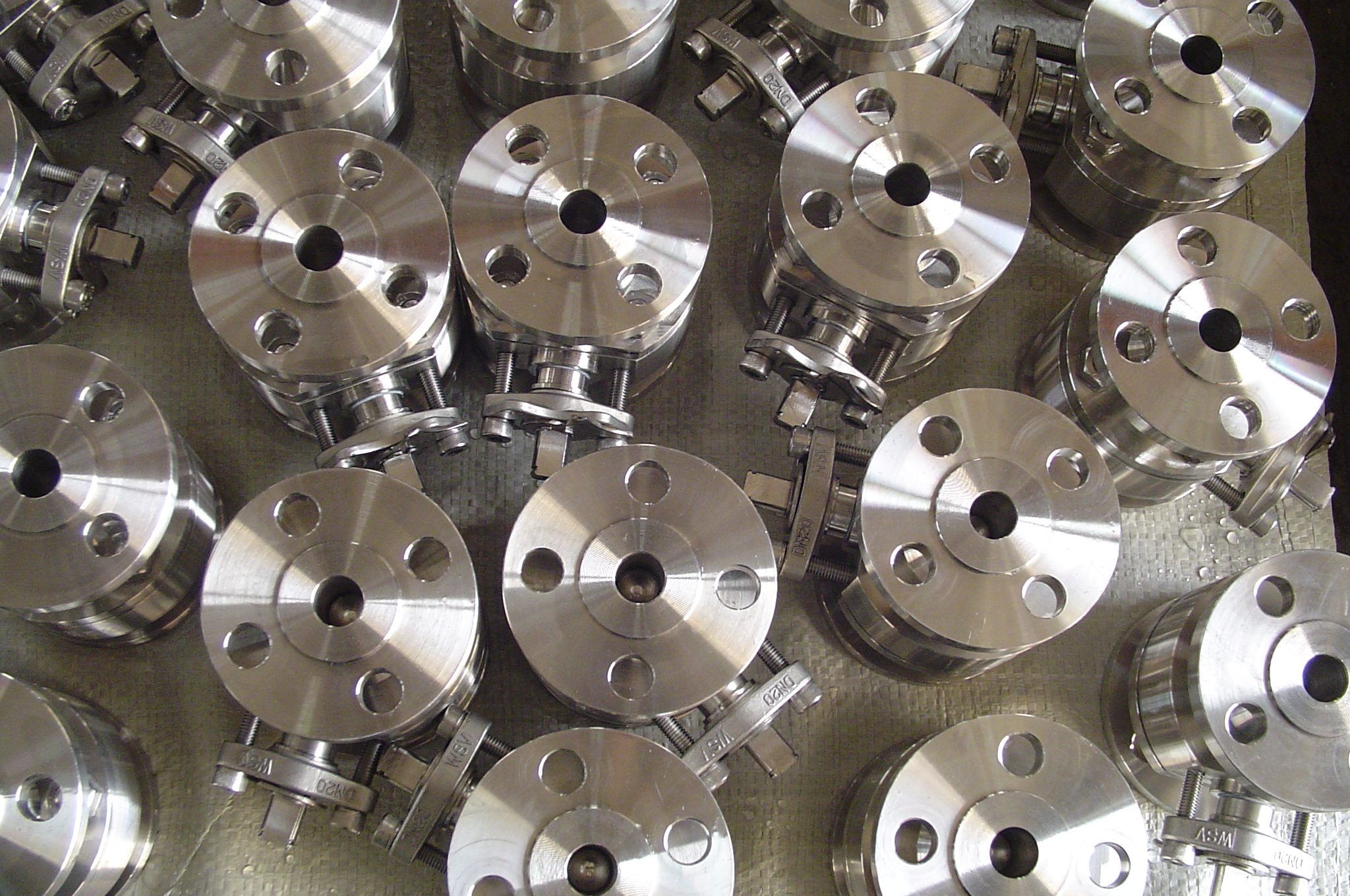
valvula de bola en duplex
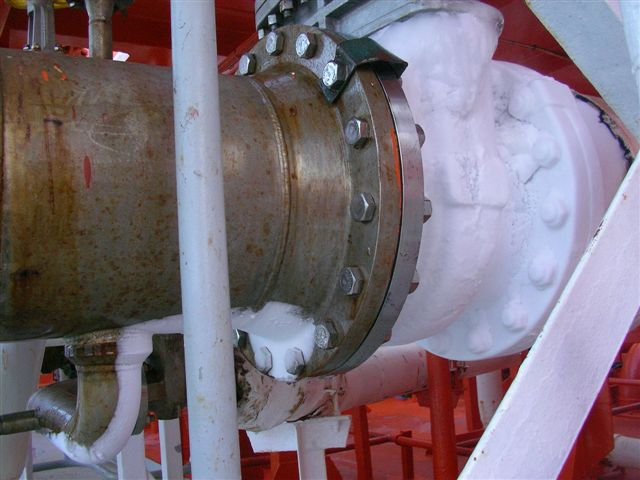
valvula de compuerta en super duplex congelada durante su operación
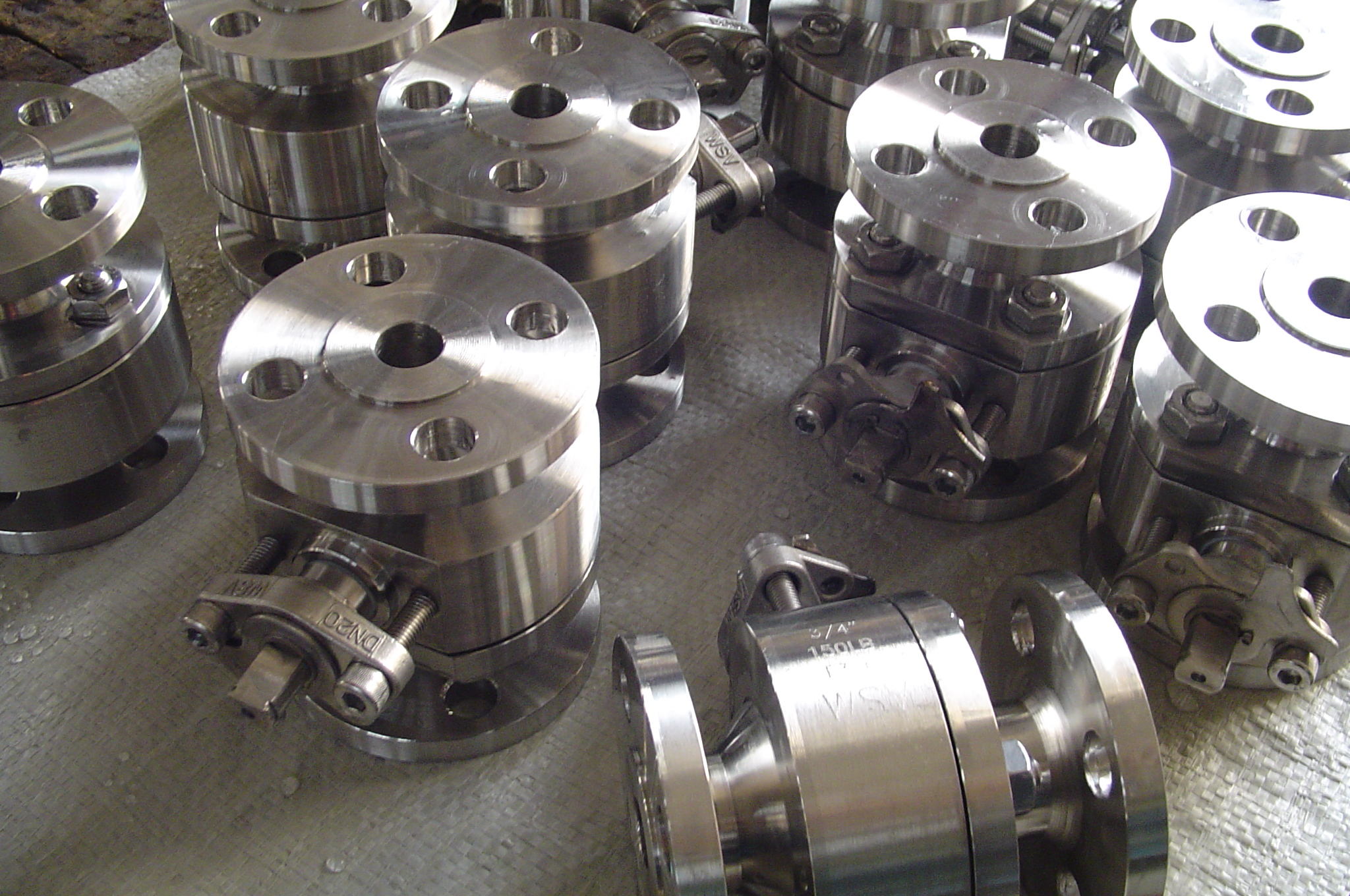
valvula de bola en Alloy 20
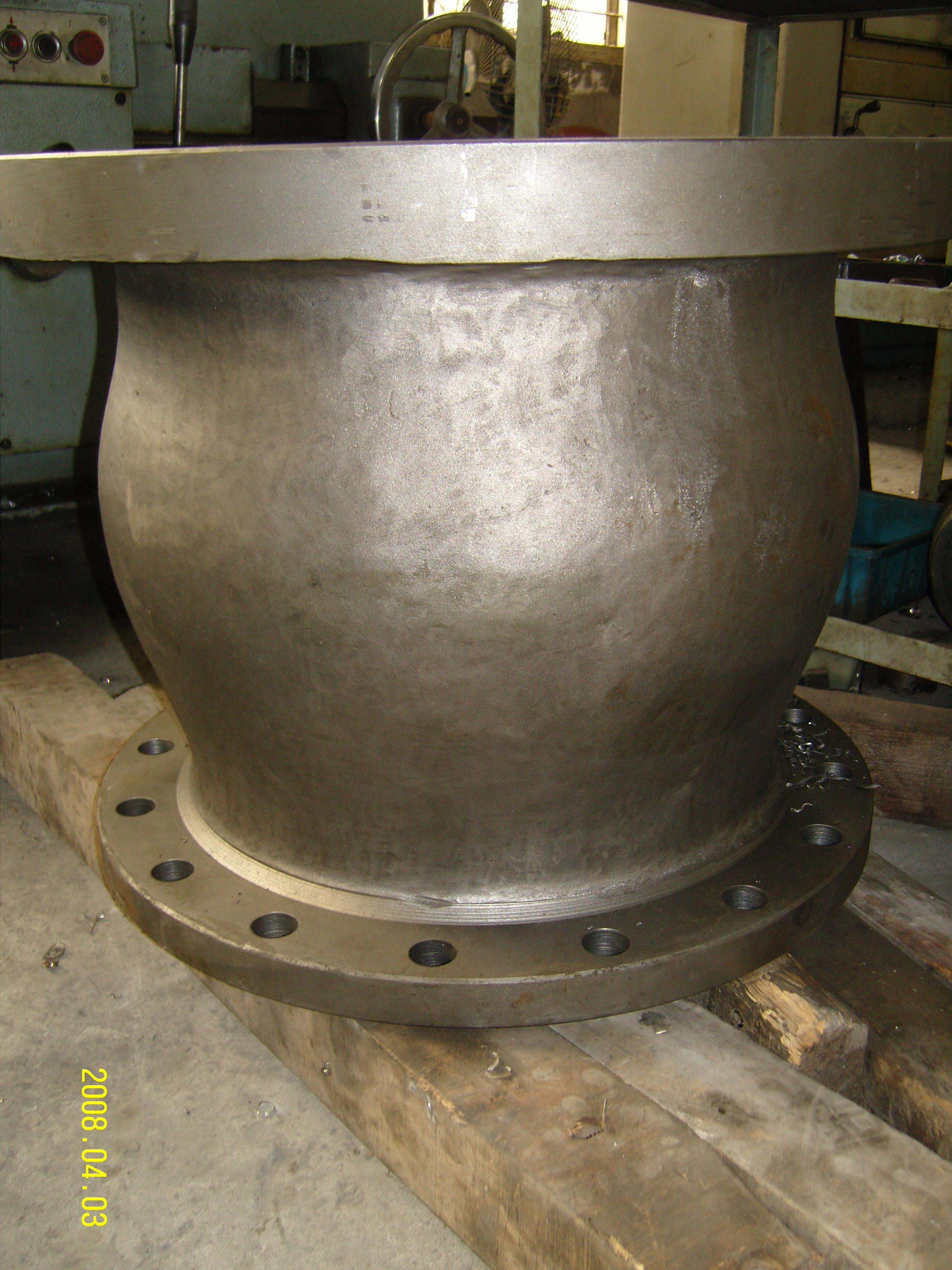
Válvula antirretorno en monel
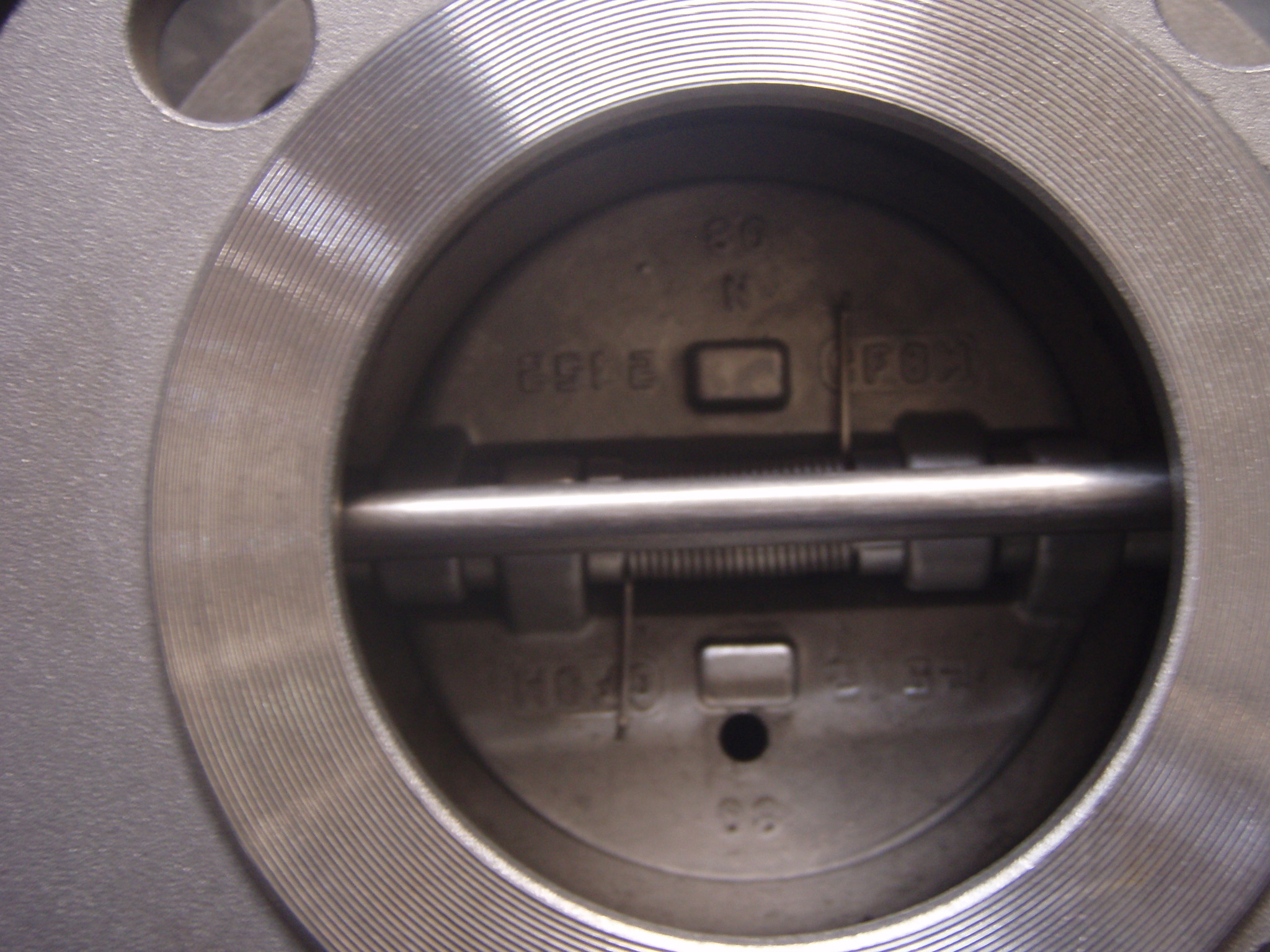
Válvula antirretorno tipo wafer en titanio
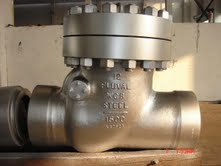
Válvula antirretorno en acero al carbono